# Borka Avramova
Borka Avramova (mazedonisch Борка Аврамова; * 9. Oktober 1924 in Tetovo; † 25. März 1993 in Zagreb) war eine jugoslawische Bildhauerin. Ihre Skulpturen sind von der mazedonischen Geschichte inspiriert. Daneben fertigte sie Porträts an, u. a. von Slavko Janevski und Drago Ivanišević.

## Leben
Avramova absolvierte 1948 die Kunstschule in Skopje und studierte anschließend bis 1953 Bildhauerei bei Frano Kršinić an der Kunstakademie in Zagreb. Nach ihrem Studium kehrte sie 1953 nach Skopje zurück und wurde Mitglied der Gesellschaft der Bildenden Künstler in Mazedonionen. Ihre erste Ausstellung von Skulpturen fand 1954 in Skopje statt. Sie war zugleich die erste Skulpturenausstellung in Mazedonien. Von 1959 bis 1960 war sie im Rahmen eines Studienaufenthalts in Paris. Nach ihrer Rückkehr ließ sie sich dauerhaft in Zagreb nieder und war von 1960 bis 1963 in der Meisterwerkstatt von Kršinić tätig.

## Werke (Auswahl)
- 1954: Brđanin, Karakačanka, Tetovka
- 1956: Autoportret
- 1959: Slavko Janevski
- 1961: Portret Drage Ivaniševića
- 1961: Bizon koji muče
- 1962: Kompozicija s dva bizona
- 1969: Supružnici
- 1972: Antiportreta
- 1975: Radost
- 1977–1978: Zyklus Glife
- 1983: Zyklus Žena

## Ausstellungen (Auswahl)
- 1955: Mittelmeerbiennale in Alexandria
- 1958: Internationale Biennale für Skulptur in Carrara
- 1964: Triennale der Bildenden Künste in Belgrad
- 1968: Internationale Ausstellung für öffentliche Skulptur in Legnano
- 1974: Skulptur des 19. und 20. Jahrhunderts in Kroatien, Zagreb
- 1982: Triennale der kroatischen Skulptur in Zagreb